# Aapo Halme
Aapo Ilmari Halme (Helsinki, 22 de mayo de 1998) es un futbolista finlandés que juega como defensa en el HJK Helsinki de la Veikkausliiga finlandesa.

## Trayectoria

### HJK Helsinki
Tras pasar por la cantera del F. C. Honka, donde llegó a debutar con el primer equipo, y el Klubi-04 donde disputó 15 partidos, firmó por el HJK Helsinki en 2016 con un contrato de tres años. En estas tres temporadas con el club jugó 36 partidos y anotó un gol.

### Leeds United
El 3 de enero de 2018 se oficializó su incorporación al Leeds United con un contrato por tres años, convirtiéndose así en el cuarto finlandés en la historia del club tras Sebastian Sorsa, Mika Väyrynen y Mikael Forssell.
Sin embargo, durante una de sus primeras sesiones de entrenamiento con el equipo, sufrió una grave lesión que le dejó fuera por el resto de la temporada. Tras casi nueve meses lesionado, el 27 de agosto de 2018 disputó un partido con el conjunto reserva del Leeds ante el reserva del Queens Park Rangers F. C.
El 23 de noviembre de 2018 el entrenador del Leeds, Marcelo Bielsa, elogió y apoyó al jugador tras su exhaustiva y larga recuperación. Finalmente, debutó con el primer equipo en la EFL Championship al día siguiente en una victoria por 2-0 frente al Bristol City.
Fue regularmente un suplente en el primer equipo, sin embargo era un jugador habitual en el conjunto reserva que fue campeón de la temporada 2018-19 de la Professional Development League Norte.

### Barnsley F. C.
Tras solo jugar 5 partidos en Leeds y anotar un gol, el 3 de julio de 2019 firmó por el Barnsley F. C., entonces de la Championship inglesa. Debutó el 13 de agosto en un partido de la EFL Cup contra el Carlisle United y anotó su primer gol el 2 de octubre en un empate por 2-2 en liga contra el Derby County.

### Regreso a Finlandia
Después de cuatro años en el fútbol inglés, en julio de 2022 volvió a Finlandia y al HJK Helsinki, firmando un contrato hasta finales de 2024.

## Selección nacional
Ha representado a Finlandia en todas sus categorías inferiores y estuvo en la lista preliminar de la selección absoluta para la Eurocopa 2020, pero no acabó yendo convocado.

## Clubes
| Club               | País       | Año       |
| ------------------ | ---------- | --------- |
| F. C. Honka        | Finlandia  | 2015      |
| Klubi-04           | Finlandia  | 2015-2016 |
| HJK Helsinki       | Finlandia  | 2016-2018 |
| Leeds United F. C. | Inglaterra | 2018-2019 |
| Barnsley F. C.     | Inglaterra | 2019-2022 |
| HJK Helsinki       | Finlandia  | 2022-     |

## Palmarés

### Títulos nacionales
| Título                       | Club         | País      | Año  |
| ---------------------------- | ------------ | --------- | ---- |
| Veikkausliiga                | HJK Helsinki | Finlandia | 2017 |
| Copa de Finlandia            | HJK Helsinki | Finlandia | 2017 |
| Veikkausliiga                | HJK Helsinki | Finlandia | 2022 |
| Copa de la Liga de Finlandia | HJK Helsinki | Finlandia | 2023 |
| Veikkausliiga                | HJK Helsinki | Finlandia | 2023 |